# Petre Daea
Petre Daea (ur. 2 listopada 1949 w Șișești w okręgu Mehedinți) – rumuński polityk i agronom, parlamentarzysta, w 2004, w latach 2017–2019 i 2022–2023 minister rolnictwa.

## Życiorys
Z wykształcenia agronom, ukończył w 1973 studia na wydziale rolniczym w Timișoarze, doktoryzował się w pierwszej połowie lat 80. w tej samej dziedzinie. Od 1970 był członkiem Rumuńskiej Partii Komunistycznej. Pracował w przedsiębiorstwach rolnych, a także administracji spółdzielczej w okręgu Mehedinți. Pod koniec lat 80. był etatowym działaczem partyjnym jako zastępca dyrektora departamentu. W latach 1989–1996 pełnił funkcję głównego inżyniera w jednym z ośrodków badawczych. Później zatrudniony w administracji rolniczej (DGAIA) okręgu Mehedinți, m.in. jako jej dyrektor (1996–1997, 2001–2002).
W 2001 wstąpił do Partii Socjaldemokratycznej. W marcu 2002 został sekretarzem stanu w resorcie rolnictwa. Od lipca do grudnia 2004 był ministrem rolnictwa, leśnictwa i rozwoju wsi w rządzie Adriana Năstasego. W latach 2004–2012 przez dwie kadencje wchodził w skład Senatu, następnie do 2016 wykonywał mandat posła do Izby Deputowanych.
W styczniu 2017 objął stanowisko ministra rolnictwa i rozwoju wsi w rządzie Sorina Grindeanu. Pozostał na nim również w powołanym w czerwcu tegoż roku gabinecie Mihaia Tudosego i w utworzonym w styczniu 2018 rządzie Vioriki Dăncili. Urząd ministra sprawował do listopada 2019. W lipcu 2022 po raz kolejny został ministrem rolnictwa i rozwoju wsi, dołączając do rządu Nicolae Ciuki. Funkcję tę pełnił do czerwca 2023.